# Сирота-55
«Сирота́-55» (англ. Orphan 55) — третья серия двенадцатого сезона британского научно-фантастического телесериала «Доктор Кто». Премьера состоялась на канале BBC One 12 января 2020 года. Сценарий написал Эд Хайм, режиссёром выступил Ли Хейвен Джонс.
Главные роли исполнили Джоди Уиттакер (Тринадцатый Доктор), Брэдли Уолш (Грэм О’Брайен), Тосин Коул (Райан Синклер) и Мандип Гилл (Ясмин Хан).

## Синопсис
Решив, что всем на пользу пойдёт отпуск, Доктор отвозит Грэма, Ясмин и Райана на роскошный курорт для отдыха и расслабления. Однако они узнают, что это место скрывает немало смертельных тайн. Что за свирепые монстры нападают на спа-курорт «Безмятежность»?

## Сюжет
«Команда ТАРДИС» отправляется на спа-курорт «Безмятежность». Когда Райан берёт закуску из торгового автомата, его поражает вирус Хоппера, от которого его, к счастью, легко и быстро излечивает Доктор. Узнав о наличии вируса на курорте, она отправляется к «Дефис с тройкой на конце», чтобы требовать объяснений, однако в это же время происходит проникновение неизвестных существ на территорию спа, и Доктор уже бежит в комнату охраны, чтобы предупредить гостей об опасности. Часть гостей убивают монстры, пока Доктор в скором времени не создаёт защитную ионную мембрану, уничтожающую существ на территории спа.
Выжившие (Доктор и её спутники, механик спа-салона Неви и его сын Сайлас, пожилая женщина Вилма, «Дефис с тройкой на конце», девушка Белла, охранник Ворм и управляющая Кейн) собираются вместе. Управляющая Кейн признаётся им, что данный спа-курорт построен незаконно на небезопасной планете под названием Сирота-55. Спа ограждает ионная мембрана (существовавшая ещё до Доктора и де-факто восстановленная ей), которая ограждает курорт от опасных местных жителей, живущих вне — монстров, называемых дрэгами, которые и напали на гостей. Доктор и остальные возмущены действиями Кейн, построившей курорт на такой небезопасной планете. В это же время Вилма говорит, что её партнёр, Бенни, был похищен дрэгами, и она убеждает присутствующих отправиться на его поиски.
Вместе выжившие выезжают в машине в поисках Бенни, чьи передвижения они отслеживают при помощи специальной техники. Дрэги нападают на машину и ломают её; защищаясь от них, погибает Ворм и оказывается убит Бенни. Путники, ведомые Кейн, успевают спрятаться в подземные тоннели, ведущие к спа. Там же, в тоннеле, раскрывается тот факт, что Белла является родной дочерью Кейн, оставленной ею много лет назад; и теперь Белла желает уничтожить спа «Безмятежность», чтобы отмстить матери. Белла и Райан бегут из тоннеля при помощи телепорта в спа, пока путники вынуждены спешно двигаться самостоятельно. В тоннеле они обнаруживают ржавую табличку с надписью на русском языке «Новосибирск», благодаря чему догадываются, что Сирота-55 на самом деле является Землёй, опустошённой ядерной войной и изменением климата в неизвестном году. Вилма жертвует собой, отвлекая нападающих под землёй дрэгов, давая остальным время на спасение.
Путники достигают спа «Безмятежность». Белла же тем временем успевает подготовить бомбы, чтобы уничтожить курорт. Механик Неви и его сын Сайлос успешно чинят транспортёр, чтобы успеть сбежать с планеты, а также телепортируются Доктор, Райан, Яс и Грэм, оставив на планете лишь Кейн и Беллу, сражающихся с дрэгами… В ТАРДИС путешественники обсуждают произошедшее на Сироте-55. Доктор произносит речь в защиту экологии, призывая беречь свою планету и думать о своём будущем, чтобы не закончить свою жизнь как дрэги.

## Производство
Эпизод написал Эд Хайм, уже написавший ранее для сериала эпизод «Оно забирает тебя» (2018).
Эпизод вошёл во второй производственный блок, режиссёром которого выступил Ли Хейвен Джонс. Съёмки прошли на острове Тенериф в 2019 году.

## Показ

### Выпуск
Серия «Сирота-55» вышла 12 января 2020 года.

### Рейтинги
В вечер премьеры эпизод просмотрели 4,19 миллионов зрителей, что сделало её пятой самой просматриваемой программой того вечера в Великобритании. Эпизод получил индекс 77 баллов, который стал самым низким индексом серии со времён «Любовь и монстры» в 2006 году с индексом 76 баллов.

### Критика
Эпизод имеет рейтинг одобрения 47 % на Rotten Tomatoes и в среднем 5,8 / 10 на основе 15 отзывов.